# Giuseppe Piccioni
Giuseppe Piccioni (Ascoli Piceno, 2 luglio 1953) è un regista e sceneggiatore italiano.

## Biografia
Laureatosi in Sociologia all'Università degli Studi di Urbino, dopo aver frequentato la Scuola di cinema Gaumont diretta da Renzo Rossellini jr., fonda nel 1985 la casa di produzione Vertigo Film assieme a Domenico Procacci, con la quale realizza nel 1987 il suo primo lungometraggio: Il grande Blek.
Con Fuori dal mondo (1998), il suo quinto lungometraggio, vince 5 David di Donatello e numerosi altri premi in Italia e nel mondo: Il Silver Hugo Award al Festival Internazionale del Film di Chicago, il Grand Jury Prize come Miglior Film, il premio per il Miglior Film scelto dal pubblico all'AFI Film Festival di Los Angeles e il Grand Prix Special du Jury al Festival Internazionale Des Films Du Monde di Montreal, ed è nominato dall'Italia come candidato all'Oscar per il miglior film straniero.
Luce dei miei occhi (2001) partecipa in concorso al Festival del Cinema di Venezia e i due protagonisti Luigi Lo Cascio e Sandra Ceccarelli si aggiudicano la prestigiosa Coppa Volpi come miglior attore e migliore attrice. È tra i fondatori, nel 2005, della Libreria del Cinema di Roma. Nel 2009 esce Giulia non esce la sera, con Valerio Mastandrea e Valeria Golino, mentre nel 2012 è alla regia di Il rosso e il blu, con Roberto Herlitzka, Margherita Buy e Riccardo Scamarcio.
Nel 2016 è in concorso alla 73ª Mostra internazionale d'arte cinematografica di Venezia con il film Questi giorni. Nello stesso anno è direttore artistico del Roma Fiction Fest. Nel 2017 è presidente della giuria di Venezia Classici all'interno della 74ª Mostra internazionale d'arte cinematografica di Venezia. Nel 2020 la sua prima regia teatrale: Promenade de santé - Passeggiata di salute di Nicolas Bedos, prodotto da Marche Teatro, con Filippo Timi e Lucia Mascino.

## Filmografia

### Regista
- Il grande Blek (1987)
- Chiedi la luna (1990)
- Condannato a nozze (1992)
- Cuori al verde (1996)
- Fuori dal mondo (1998)
- Luce dei miei occhi (2001)
- La vita che vorrei (2004)
- Giulia non esce la sera (2009)
- Il rosso e il blu (2012)
- Questi giorni (2016)
- L'ombra del giorno (2022)

### Produttore
- Un'ora sola ti vorrei, regia di Alina Marazzi - documentario (2002)

## Teatro
- Promenade de santé - Passeggiata di salute, di Nicolas Bedos (2020)

## Premi e riconoscimenti
David di Donatello
- 1999 - Miglior film per Fuori dal mondo
- 1999 - Candidatura Miglior regista per Fuori dal mondo
- 1999 - Migliore sceneggiatura per Fuori dal mondo
- 2002 - Candidatura Miglior film per Luce dei miei occhi
- 2002 - Candidatura Miglior regista per Luce dei miei occhi

Ciak d'oro
- 1999 - Migliore sceneggiatura per Fuori dal mondo